# Soteriscus disimilis
Soteriscus disimilis är en kräftdjursart som beskrevs av Rodríguez Santana 1990. Soteriscus disimilis ingår i släktet Soteriscus och familjen Porcellionidae. Inga underarter finns listade i Catalogue of Life.